# Plebiscyt Tygodnika Żużlowego 2019
30. Plebiscyt Tygodnika Żużlowego na najlepszego żużlowca Polski zorganizowano w 2019 roku.

## Wyniki

### Najpopularniejsi żużlowcy
1. Bartosz Zmarzlik - Stal Gorzów Wielkopolski
2. Janusz Kołodziej - Unia Leszno
3. Bartosz Smektała - Unia Leszno
4. Patryk Dudek - Falubaz Zielona Góra
5. Maciej Janowski - Sparta Wrocław
6. Dominik Kubera - Unia Leszno
7. Szymon Woźniak - Stal Gorzów Wielkopolski
8. Piotr Pawlicki - Unia Leszno
9. Maksym Drabik - Sparta Wrocław
10. Kacper Woryna - ROW Rybnik

Najpopularniejszy obcokrajowiec: Emil Sajfutdinow (Unia Leszno)
Działacz roku PGE Ekstraligi: Jakub Kępa (Motor Lublin)
Działacz roku Nice 1. LŻ: Radosław Strzelczyk (Ostrovia Ostrów Wielkopolski)
Działacz roku 2. LŻ: Jerzy Kanclerz (Polonia Bydgoszcz)
Junior roku: Bartosz Smektała (Unia Leszno)
Najsympatyczniejszy zawodnik: Bartosz Zmarzlik (Stal Gorzów Wielkopolski)
Objawienie sezonu: Mikkel Michelsen (Motor Lublin)
Fair Play: Kibice Speed Car Motoru Lublin 
Widowiskowa jazda: Bartosz Zmarzlik (Stal Gorzów Wielkopolski)
Krajowa impreza roku: Finał PGE Ekstraligi w Lesznie
Międzynarodowa impreza roku: Grand Prix we Wrocławiu
Dętka roku: Zawodnicy, którzy odmówili startu w reprezentacji